# Ceriana nigerrima
Ceriana nigerrima är en tvåvingeart som beskrevs av Violovitsh 1974. Ceriana nigerrima ingår i släktet griffelblomflugor, och familjen blomflugor. Inga underarter finns listade i Catalogue of Life.